# Minnashöh
Minnashöh ist ein Wohnplatz im Ortsteil Vehlow der amtsfreien Gemeinde Gumtow im Landkreis Prignitz in Brandenburg.

## Geografie
Der Ort liegt zwei Kilometer ostsüdöstlich von Vehlow und sieben Kilometer nordöstlich von Gumtow. Die Nachbarorte sind Wutike im Nordosten, Bahnhof Wutike und Steinberg im Südosten, Gantikow im Süden, Demerthin Ausbau im Südwesten, Vehlow im Westen sowie Brüsenhagen im Nordwesten.